# Dasiops brevicornis
Dasiops brevicornis är en tvåvingeart som först beskrevs av Samuel Wendell Williston  1896.  Dasiops brevicornis ingår i släktet Dasiops och familjen stjärtflugor. Inga underarter finns listade i Catalogue of Life.